# スレイプモン
スレイプモンはデジタルモンスターシリーズに登場する架空の生命体・デジタルモンスターの一種。

## 概要
デジモンアクセルで初登場。名前の由来は北欧神話に登場する8本の足を持つ馬スレイプニル。手足の合計は8本だがどことなくトナカイを意識したようなデザインになっている。
右腕に聖盾ニヴルヘイムと予備の矢を、左腕に聖弩ムスペルヘイムを装備しており、主に超高速移動からの射撃戦を得意とする。

## 種族としてのスレイプモン
獣人の姿をしたロイヤルナイツの一体。クロンデジゾイドの中でも最も硬い「レッドデジゾイド」を鎧として装備。下半身は馬のようになっており6本の足を持つ。ロイヤルナイツの中でも屈指の機動力を持ち、同じロイヤルナイツでスレイプモンのスピードに対抗できるのは神速のスピードを持つアルフォースブイドラモンのみとされている。デジタルワールドの北極付近でデジモン誕生のデータを守っているといわれている。
X抗体によるX進化を遂げた形態では腕が4本に増え、背中の翼を合体させた究極戦弩弓「エインヘリアル」による矢の装填と発射を連続で行うことができるようになり、瞬間高速移動の間でも絶え間なく射撃を繰り出せるようになっている。技の威力も強化され、そのエインヘリアルからは業火を纏った光矢を、両腕に1つずつ装備されるようになったニフルヘイムからは地表を凍らせあらゆる生命活動を停止させる絶対零度の冷気を放つ。

### 基本データ
- 世代/究極体
- タイプ/聖騎士型
- 属性/ワクチン
- 必殺技/ビフロスト、オーディンズブレス
- 得意技/タクティクスメア
- 装備/聖弩（せいど）ムスペルヘイム（左手に装備）、聖盾（せいじゅん）ニフルヘイム（右手に装備）
- 所属/ロイヤルナイツ

必殺技
ビフロスト
ムスペルヘイムから放たれる灼熱の光矢。
オーディンズブレス
ニフルヘイムを使って気候を操り極低温のブリザードを発生させる。

#### X抗体版
- 世代/究極体
- タイプ/聖騎士型
- 属性/ワクチン
- 必殺技/スルトブランダー、ニヴルヘイムアレスト
- 装備/究極戦弩弓エインヘリアル、聖盾ニフルヘイム
- 所属/ロイヤルナイツ

必殺技
スルトブランダー
エインヘリアルから全てを灼き尽くす業火を纏った光矢を放つ。
ニヴルヘイムアレスト
ニフルヘイムより発生させた絶対零度の冷気。

## 登場人物としてのスレイプモン

### デジモンセイバーズ
声優は葛城七穂（日本語版）、サム・リーゲル（英語版）。なお、声優は日本語版では女性が担当していたが、英語版では男性が担当している。第40話で初登場。ロイヤルナイツの一員だが、その正体はDATSの隊長である薩摩廉太郎のパートナーデジモンであるクダモンが究極体に進化した姿である。人間界を監視するためにデジタルワールドからやって来たが、人間界で過ごすうちに人間との共存を望むようになる。そして、ロイヤルナイツの一人であるデュークモンと対決する場面もあった。

### デジモンクロスウォーズ (漫画)
直接の登場は無いが、デュークモンと共に他のゾーンでバグラ軍の大部隊を討伐しているとドゥフトモンが語った。また、単行本第4巻（最終巻）に収録されているオマケ漫画「ばぐら家の横顔 第2回」にてイラストで登場している。

### デジモンストーリー サイバースルゥース
声優は平井啓二。人間に良い感情は持っていないが、強硬派ほど極端ではない中立派。ロイヤルナイツ随一のスピードを誇り、初戦では勝負にならない。アルフォースブイドラモン（ブイブイ）の力を借りた主人公に敗北後、リナに押し切られる形で様々な場所を一緒に飛び回り、人間への見識を深めることとなる（実際はリナの食べ歩きに巻き込まれる羽目になっている）。最終的には主人公に協力する。